# Шунич, Тони
То́ни Шу́нич (босн. Toni Šunjić; 15 декабря 1988, Мостар, СР Босния и Герцеговина, СФРЮ) — боснийский и хорватский футболист, защитник китайского клуба «Хэнань Суншань Лунмэн» и сборной Боснии и Герцеговины.

## Биография

### Клубная карьера

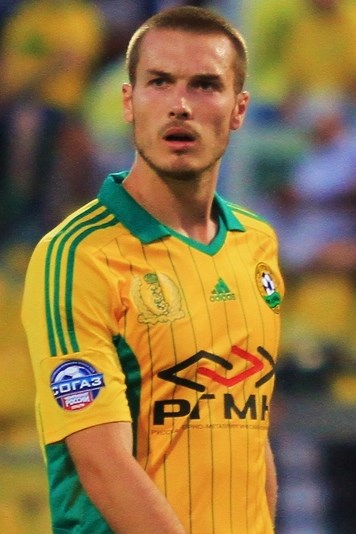
В составе «Кубани»

Начал заниматься футболом в 10 лет. Тогда, его первым клубом стал «Зриньски» из города Мостар.
После чего, в 2008 году перешёл в основную команду, цвета которой защищал до 2012 года. Так же, в сезоне 2011/12 находился в бельгийском клубе «Кортрейк», из одноимённого города, на правах аренды. За боснийский клуб игрок провел 70 матчей, и забил 1 гол. А в Бельгии, он успел поучаствовать в 15 матчах.
Зимой 2012 года прибыл на просмотр в луганскую «Зарю», после чего и был подписан. В составе Зари почти сразу стал игроком основного состава. В чемпионате Украины дебютировал 3 марта 2012 года в домашнем матче против львовских «Карпат» (5:1).
9 июля 2014 года Тони Шунич подписал контракт с российской «Кубанью».
В конце августа 2015 подписал трёхлетний контракт с немецким клубом «Штутгарт». Весной 2017 находясь в аренде выступал за итальянский «Палермо».
В июне 2017 заключил контракт с московским «Динамо».
26 августа 2020 года забил единственный мяч в игре против «Зенита» в Москве (1:0)[значимость факта?].

### Карьера в сборной
На молодёжном уровне защищал цвета молодёжной сборной Боснии Герцеговины, за которую провел 10 матчей и забил 1 гол.
Летом 2012 года был вызван в национальную сборную Боснии и Герцеговины. Дебютировал за национальную команду 15 августа 2012 года в товарищеском матче против сборной Уэльса, в котором вышел на 71 минуте, заменив Бориса Панджа. Матч закончился со счетом 0:2 в пользу боснийской команды. В официальных матчах дебютировал против сборной Лихтенштейна, в рамках отбора на чемпионат мира по футболу 2014 года. Вышел в стартовом составе и отыграл все 90 минут. В том матче сборная Боснии и Герцеговины одержала победу с разгромным счетом 1:8.
В начале мая 2014 года главный тренер сборной Боснии и Герцеговины Сафет Сушич назвал Шунича в числе тех футболистов, которые будут участвовать в чемпионате мира 2014 в Бразилии.

## Достижения
«Зриньски»
- Чемпион Боснии и Герцеговины: 2008/09

«Кубань»
- Финалист кубка России: 2014/15